# Catedral de San Óscar (Copenhague)

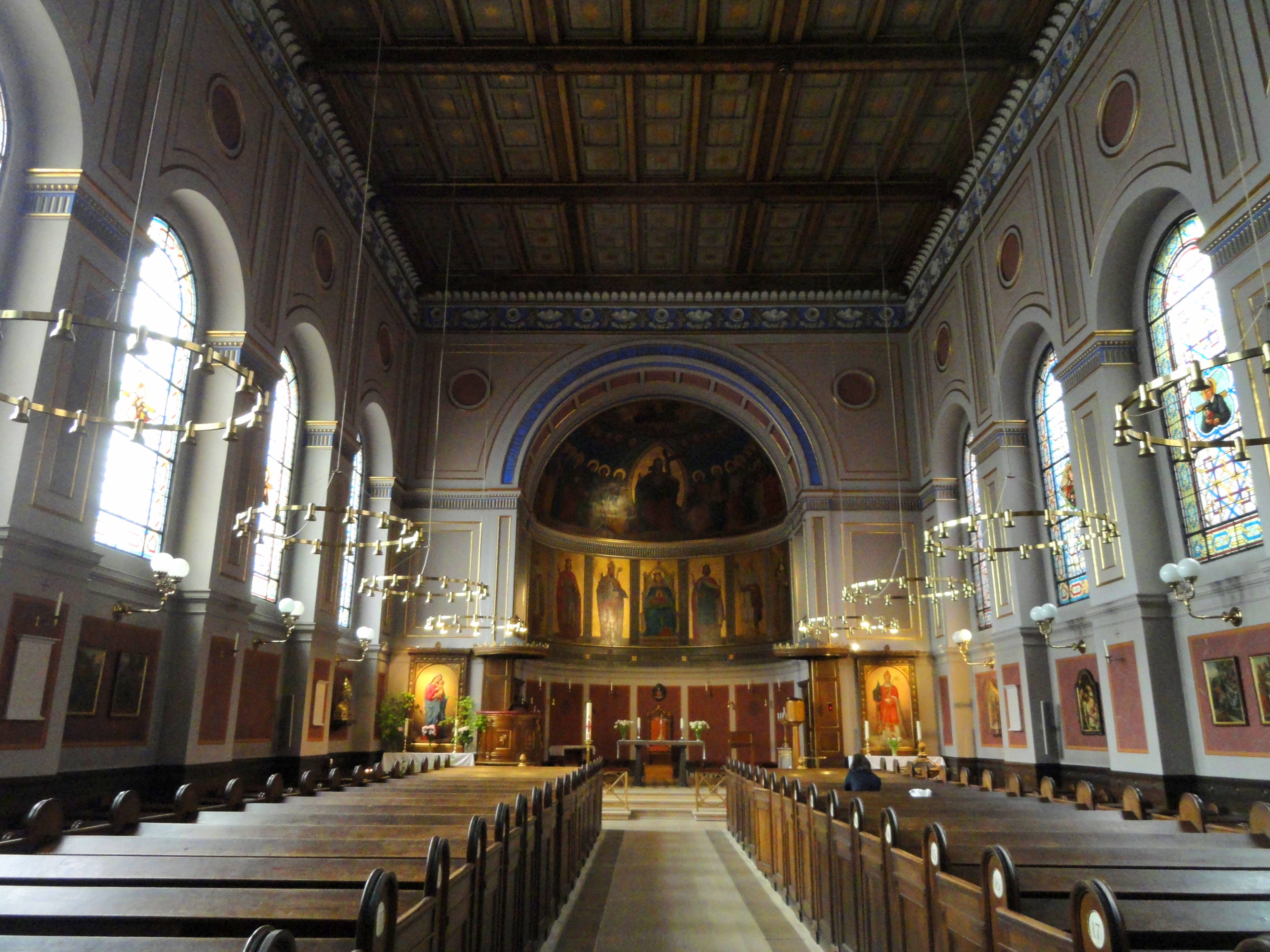
Interior de la catedral.

La Catedral de San Óscar es la catedral católica de Copenhague, sede de la Diócesis de Copenhague y el principal templo de todos los católicos de Dinamarca, las Islas Feroe y Groenlandia, además de servir de parroquia para la comunidad católica de Copenhague. Es un templo neoclásico diseñado por el alemán Gustav Friederich von Hetsch y concluida en 1842.

## Historia
La primera capilla católica en Copenhague después de la reforma protestante fue creada por el conde Bernardino de Rebolledo, un diplomático español que fue tratado preferentemente por los reyes daneses. En su casa había una capilla donde se oficiaba misa y se administraban los sacramentos a los católicos residentes en la ciudad, principalmente extranjeros.
Posteriormente, fue el Imperio austríaco el que sirvió de patrocinador del catolicismo en Dinamarca. A finales del siglo XVIII la emperatriz María Teresa I de Austria otorgó un donativo para la adquisición de un predio y la construcción de una nueva capilla, pero no sería sino hasta el siglo siguiente, ya fallecida la emperatriz, cuando el Imperio volvió a interesarse en el caso y tras un generoso donativo de un comerciante de vinos de la ciudad, se pudo iniciar la construcción de la iglesia de San Óscar en 1840. El arquitecto alemán Gustav Friederich von Hetsch fue el encargado del proyecto. La iglesia fue consagrada el Día de Todos Los Santos (1 de noviembre) de 1842.
La iglesia sirvió oficialmente como capilla austríaca, con el objetivo de prestar servicios religiosos a los cuerpos diplomáticos católicos pues, en esa época, no había libertad religiosa en Dinamarca. En 1868 fue elevada a catedral, cuando se fundó la Diócesis de Copenhague.
El templo estuvo en restauración entre 1988 y 1992. Las obras fueron dirigidas por el arquitecto Wilhelm Wohlert, en una colaboración entre la Iglesia Católica y el Museo Nacional de Dinamarca.

## El edificio
Es un edificio construido con ladrillo rojo. Es e estilo neoclásico con una fachada inspirada en las antiguas basílicas romanas. La planta es de una sola nave, con cerca de 31 m de largo y 13 m de ancho y alto; el coro, y un ábside semicircular de grandes dimensiones. Las ventanas de los muros laterales, originalmente sin decoración, fueron ornamentadas con vitrales entre 1885 y 1894.
El altar tiene un retablo austríaco de la Virgen María, pintado en Viena por Leopold Kupelwieser, y fue una donación del emperador Fernando I.
Tras el altar está el inmenso ábside, embellecido con frescos al óleo en 1864 y 1865 por Josef Settegast, de la Escuela de Dusseldorf. Esta obra pictórica busca plegarse al diseño original del arquitecto Hetsch. En la bóveda, una imagen de la Trinidad, con una representación de Dios Padre y el Espíritu Santo en los más alto, una fila de querubines y Jesucristo mayestático rodeado de los doce apóstoles. En la parte de en medio del ábside, una representación sedente de María; rodeándola, seis pinturas de santos nórdicos.
La discreta torre-campanario fue construida en 1949 por el arquitecto Gunnar Glahn. En un principio, la iglesia estuvo desprovista de torre a causa de las restricciones que impuso el gobierno danés por tratarse de un templo católico.

## Museo
Además de los servicios religiosos, la Catedral de San Óscar también es también un museo, con un buen número de objetos históricos y litúrgicos. Aquí se resguarda el relicario de San Lucio, que antes de la reforma se localizaba en la Catedral de Roskilde. El actual es un busto neogótico elaborado en metal dorado a principios del siglo XX, en cuyo interior se halla, supuestamente, la cabeza del santo.
En la catedral está sepultada la princesa María de Orleans, esposa del príncipe Valdemar de Dinamarca, y la hija de ambos, Margarita, que fue la única de los cinco hijos del matrimonio que siguió la fe católica.
Otros objetos interesantes están un crucifijo de marfil de principios del siglo XVIII, perteneciente al emperador Fernando I de Austria y un cáliz del papa Gregorio XVI llevado a Dinamarca por Bertel Thorvaldsen.